# Jimmy Barnatán
Jaime Barnatán Pereda (Madrid, 2 de julio de 1981), más conocido como Jimmy Barnatán, es un cantante, actor y escritor español.
Es hijo del escritor argentino Marcos Ricardo Barnatán y de la también escritora cántabra Rosa Pereda.Es sobrino de la diseñadora Elena Benarroch.

## Biografía
Nació en Madrid y desde sus primeros años mostró interés por las artes escénicas. En 1992, cuando contaba con tan sólo 11 años logró formar parte del elenco del musical Los Miserables
Más adelante entró en televisión, participando en sketches en programas de entretenimiento como El peor programa de la semana o Inocente, Inocente. En 1995 logra su primera experiencia en el cine en la película El día de la bestia del director Álex de la Iglesia. En 1996 se inicia en la ficción televisiva con Hermanos de leche, donde comparte reparto con actores como José Coronado o Juan Echanove, y, un año después, volvería al teatro, para representar Entre dos orillas (1997) en el Teatro de la Maestranza de Sevilla. Desde entonces, otros de sus proyectos han sido Torrente, el brazo tonto de la ley, El corazón del guerrero, El robo más grande jamás contado y, especialmente, Los Serrano, donde ganó popularidad interpretando al entrañable personaje "Chucky".
Ha participado en varios cortometrajes, dirigiendo tres de ellos, además de también dirigir, junto a Fernando Guisado, el documental, sobre el club de fútbol español, el Real Racing Club de Santander; Racing Blues. Historia de un sentimiento,
Comenzó en la música en Nueva York, ciudad en la que residió. En una entrevista al diario El País comentó:

Desde pequeño solía ir, primero con mi abuela y, más tarde, solo, a una iglesia de Harlem, a escuchar gospel. Me fui interesando por la música negra y, un día, a los 16 o así, me colé con una amiga en el Arthur's Tavern, lugar mítico, para ver un concierto. Cuando acabó, comenzó una jam session y me subí a cantar... a los músicos les gustó como lo hice y me emplazaron a volver cuantas veces quisiera. A partir de ahí, todo fue rodando solo.

En España, inició su carrera como vocalista en las bandas de versiones Caronte's Ferry y San Telmo Blues Band. En 2010 lanza su primer disco titulado Black Note, con influencias del jazz, el blues y el soul, y de artistas como Lionel Hampton, Ella Fitzgerald y Louis Armstrong. En 2011 comenzaría a grabar con la Back Door Band su segundo trabajo discográfico, After the blue times.
En 2013 crearía el grupo Jimmy Barnatán & The Cocooners, con el cual grabó el álbum Room 13: A Blues Tale, de estilo blues y con colaboraciones de, entre otros, El Gran Wyoming y Álex Angulo, y Motorclub (2015), para cuya grabación pudo contar con artistas como Virginia Maestro, Carlos Tarque y Johnny Cifuentes. 
Paralelamente, siguió en proyectos cinematográficos como Las Hurdes, tierra con alma (2015), documental para el que, además, compuso la banda sonora, y realizó una gira musical por España acompañando al guitarrista tejano Carvin Jones y confeccionó parte de la BSO de Mi gran noche (2015), de Álex de la Iglesia.
En 2005 publicó la novela Atlas y en 2012 New York Blues. En abril de 2016 publicó su tercera novela, La Chistera de Memphis y grabó su quinto disco (tercero con The Cocooners), titulado Bourbon Church.

## Cine

### Largometrajes
| Año  | Título                             | Personaje               | Dirección               |
| ---- | ---------------------------------- | ----------------------- | ----------------------- |
| 1993 | Acción mutante                     | Niño anuncio "Tripis"   | Álex de la Iglesia      |
| 1995 | El día de la bestia                | Niño gordo              | Álex de la Iglesia      |
| 1998 | Torrente, el brazo tonto de la ley | Toneti                  | Santiago Segura         |
| 1999 | El corazón del guerrero            | Javi                    | Daniel Monzón           |
| 1999 | Muertos de risa                    | Niño anuncio pastelitos | Álex de la Iglesia      |
| 2000 | Obra maestra                       | Lechero musical         | David Trueba            |
| 2000 | Visionarios                        | Patxi                   | Manuel Gutiérrez Aragón |
| 2002 | El robo más grande jamás contado   | Jacobo Yuste "Windows"  | Daniel Monzón           |
| 2005 | Torrente 3: el protector           | José María              | Santiago Segura         |
| 2006 | Pobre juventud                     | Víctor                  | Miguel Jiménez          |
| 2007 | No digas nada                      | Rodrigo                 | Felipe Jiménez Luna     |
| 2007 | Salir pitando                      | Paco                    | Álvaro Fernández Armero |
| 2007 | Ángeles S.A.                       | Trueno                  | Eduard Bosch            |
| 2008 | Sexykiller, morirás por ella       | Chico jardín            | Miguel Martí            |
| 2008 | Eskalofrío                         | Leo                     | Isidro Ortiz            |
| 2010 | La herencia Valdemar               | Garbea                  | José Luis Alemán        |
| 2014 | Torrente 5: Operación Eurovegas    | Acróbata Kenny          | Santiago Segura         |
| 2015 | Las Hurdes, tierra con alma        |                         | Jesús María Santos      |
| 2015 | Mi gran noche                      | Adanne (voz)            | Álex de la Iglesia      |
| 2023 | Una noche con Adela                | Javi                    | Hugo Ruíz               |

### Cortometrajes

#### Como actor
| Año  | Título                                            | Personaje              | Dirección          |
| ---- | ------------------------------------------------- | ---------------------- | ------------------ |
| 1998 | Gris                                              |                        | Jimmy Barnatán     |
| 2001 | Caballo                                           |                        | Jimmy Barnatán     |
| 2001 | Unas pellas                                       | Juan                   | César Strawberry   |
| 2003 | Cómo afrontar con éxito una entrevista de trabajo | Chuchi                 | Marcel Montealegre |
| 2004 | Canciones de invierno                             | Botones                | Félix Viscarret    |
| 2004 | Lo que el ojo no ve                               | Carrilero              | José Braña         |
| 2005 | Chico meets chica                                 | Amigo                  | Samuel Abrahams    |
| 2005 | Los que sueñan despiertos                         |                        | Félix Viscarret    |
| 2005 | Alicia                                            | Chico de la televisión | Fernando Poch      |
| 2006 | Macarra                                           | Tevez                  | Jimmy Barnatán     |

### Mediometrajes

#### Como director y productor
- Racing Blues. Historia de un sentimiento (2007), codirigido por Fernando Guisado.Documental que trata del club de fútbol español, el Real Racing Club de Santander.

## Televisión

### Series de televisión
| Año               | Título             | Personaje                   | Cadena     | Datos         |
| ----------------- | ------------------ | --------------------------- | ---------- | ------------- |
| 1995              | Inocente, inocente |                             | Telemadrid | 1 episodio    |
| 1996              | Hermanos de leche  |                             | Antena 3   | 1 episodio    |
| 1999              | Petra Delicado     | Tito                        | Telecinco  | 12 episodios  |
| 2000; 2002        | El comisario       | Chico                       | Telecinco  | 2 episodios   |
| 2001              | Al salir de clase  | Elio                        | Telecinco  | 10 episodios  |
| 2003 - 2008       | Los Serrano        | Octavio Salas "Chucky"      | Telecinco  | 97 episodios  |
| 2011              | Museo Coconut      | Gamberro en silla de ruedas | Neox       | 1 episodio    |
| 2012 - 2013       | Are You App?       | Gabi                        | YouTube    | 6 episodios   |
| 2018 - 2019; 2023 | Servir y proteger  | Federico "Fede" Alarcón     | TVE        | 291 episodios |

### Programas de televisión
- El peor programa de la semana, TVE (1994).
- Pasapalabra, Antena 3 y Telecinco (2004-2005; 2007-2011; 2013-2014; 2021)
- El intermedio, La Sexta (2006).
- Password, Cuatro (2009-2010).
- La mejor canción jamás cantada, TVE (2019).

## Teatro
- Los Miserables, adaptación musical de la novela de Victor Hugo, Teatro Nuevo Apolo de Madrid (1992).
- Entre dos orillas. Teatro de la Maestranza de Sevilla (1997).
- Shitz de Hanoch Levin. (2011)
- La asamblea de mujeres (2015), de Aristófanes
- La cabeza del Bautista (2016), de Ramón María del Valle-Inclán. Con Jimmy Barnatán & The Cocooners.

## Música
- Primer grupo: Caronte's Ferry (blues/rock).
- Segundo grupo: San Telmo Blues Band (blues/rock).

### Como Solista
- Black Note (2010).
- After the blue times (2011).

### ConJimmy Barnatán & The Cocooners
- Room 13: A Blues Tale (2013).
- Motorclub (2015).
- Bourbon Church (2017).
- Jefe Original Soundtrack (2018).
- Una Noche En El St. Johns (2018). (Álbum en Directo)

## Obras Literarias
- Novela Atlas. Editorial Trama (2005).
- Novela New York Blues. Editorial La Esfera de los Libros (2012)
- Novela La Chistera de Memphis. Editorial Huerga & Fierro (2016)
- Poemario Una Noche en el St. Johns. Editorial B&B Books NYC (2018)
- Pieza teatral ¡Vosotros no sabéis!. Editorial Huerga & Fierro (2020).
- Colaboraciones con el diario El Mundo en su edición digital con el cuaderno electoral Haciendo amigos.
- Colaboraciones con el diario El Mundo en su edición digital con el blog A toda noche.